# Stictopisthus sacromontis
Stictopisthus sacromontis är en stekelart som beskrevs av Schwenke 1999. Stictopisthus sacromontis ingår i släktet Stictopisthus och familjen brokparasitsteklar. Inga underarter finns listade i Catalogue of Life.